# RocknRolla
Vous lisez un « bon article » labellisé en 2022.
Pour plus de détails, voir Fiche technique et Distribution.
RocknRolla, ou Rock et Escrocs au Québec, est un film américano-franco-britannique écrit et réalisé par Guy Ritchie et sorti en 2008.
L'histoire met en scène Lenny Cole, puissant chef de la pègre londonienne, qui est sollicité par un oligarque russe pour obtenir un permis de construire. Lenny tente également d'asseoir son autorité sur les malfrats de Londres et notamment la bande appelée « La Horde Sauvage ». Il doit aussi gérer son beau-fils, un célèbre « RocknRolla » nommé Johnny Quid.
Pour son cinquième film, le réalisateur Guy Ritchie s'associe avec le producteur américain Joel Silver. Une fois le scénario écrit, la préproduction avance rapidement. Le tournage débute en juin 2007 et dure six semaines ; il est principalement réalisé à Londres. La musique du film est un choix de morceaux fait par Ritchie. Le film est projeté pour la première fois lors du festival international du film de Toronto le 4 septembre 2008 puis sort au cinéma le lendemain au Royaume-Uni et en vidéo en 2009.
Le film met en vedette la ville de Londres ainsi que sa pègre à travers plusieurs types de personnages : la bande de mauvais garçons, l'entrepreneur corrupteur, l'oligarque et le rockeur toxicomane.
RocknRolla reçoit des critiques mitigées dans la presse à sa sortie. Il ne rencontre pas non plus le succès auprès du public.

## Synopsis
Archibald, dit Archy, raconte l'histoire de criminels londoniens. Archy est le principal homme de main de Lenny Cole, puissant chef de la pègre londonienne. Selon lui, Londres est devenue au début du XXIe siècle la capitale financière du monde. Elle est en plein essor et le marché de l'immobilier ne fait que grimper. One-Two et Messe basse, deux mauvais garçons, veulent profiter de cette inflation pour s’enrichir facilement. En raison de leur casier judiciaire, ils ne peuvent pas emprunter à la banque ; ils se tournent donc vers Lenny Cole pour obtenir des fonds afin d'acheter un bâtiment désaffecté. Cependant, ils ne parviennent pas à obtenir le permis de construire pour le rénover. Lenny leur rachète le bien mais il leur demande deux millions d'euros qu'il prétend avoir perdus dans l'affaire. Ce qu'ils ignorent, c'est que le chef de la pègre contrôle les juges, les conseillers municipaux et les avocats. C'est lui qui a fait capoter l’obtention du permis. Lui-même parvient très facilement à l'obtenir. Lenny indique à Archy qu'il a fait ça pour donner une leçon aux deux hommes.
Un oligarque russe, Uri Omovich, convoite les relations de Lenny pour obtenir un permis de construire d'un site résidentiel. Celui-ci lui demande 7 000 000 d'euros contre la garantie d'avoir le document dans les six mois. Après avoir fait affaire, Uri prête son tableau porte-bonheur à Lenny pour qu'il lui porte chance à lui aussi. Archy s'inquiète de cette nouvelle relation et conseille à son patron de se méfier des Russes. Pendant ce temps, l’oligarque demande à Stella Baxter, sa meilleure comptable, de lui préparer l'argent demandé. Cette dernière, lassée par sa vie bien rangée, est une cliente régulière du Spelier. Il s'agit d'une maison de jeux fréquentée par la bande de « La Horde Sauvage » composée entre autres de One-Two, Messe basse, Bob Gueule d'ange, Cookie et Fred la Tête. Stella propose alors à One-Two et Messe basse de voler le Russe juste après que deux de ses agents comptables ont sorti l'argent de la banque. Elle ne demande que 20 % de la somme en échange.
Lenny offre une voiture neuve, un briquet en or ainsi que la compagnie d'une jeune femme à un conseiller municipal pour obtenir l'accord de permis que lui demande Omovich. Le soir venu, il découvre que le tableau prêté par le Russe lui a été dérobé. Il convoque alors ses hommes et charge Archy de mener des recherches. De son côté, après avoir facilement dérobé l'argent, One-Two remet sa part à Stella. Il donne ensuite à Archy les deux millions qu'il doit à Lenny. Archy se rend ensuite auprès de Tank, un informateur qui organise la revente de billets au marché noir. Il lui demande d'activer son réseau pour retrouver le voleur de tableau.

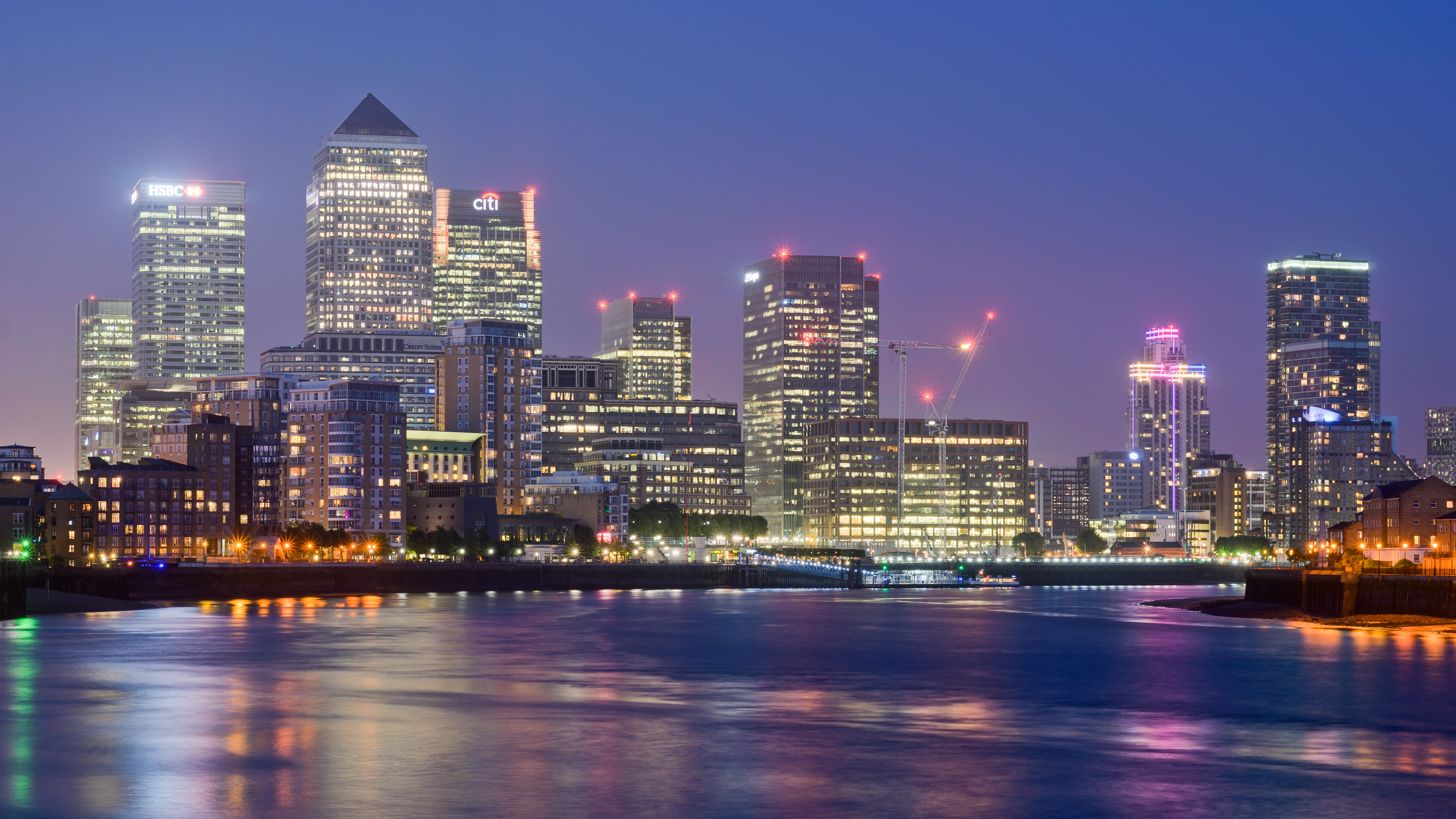
Le quartier de Canary Wharf devant lequel Uri fait mouiller son yacht pour gérer ses affaires londoniennes.

Uri demande à son bras-droit Victor de débloquer à nouveau 7 000 000 d'euros. Mais il exige cette fois « aucun problème ». Gueule d'ange, l'un des membres de « La Horde Sauvage », est sur le point d'être jugé et il risque cinq ans de prison à la suite d'une dénonciation. Pour son dernier soir de liberté, il avoue à son meilleur ami One-Two qu'il est homosexuel et amoureux de lui. Il lui demande pour le réconforter d'aller danser avec lui dans un bar gay. Tank retrouve deux personnes qui savent où est le tableau. Amené devant Lenny, l'un des deux hommes indique, après avoir été plongé dans un bain rempli d'écrevisses américaines, que le tableau a été volé par Johnny Quid. Celui-ci, un rocker célèbre, n'est autre que le beau-fils de Lenny. Annoncé mort quelques jours plus tôt par les journaux, celui-ci se cache en réalité dans un lieu secret avec son ami Pete. Il s'est retiré du monde pour s'adonner à la toxicomanie et à la philosophie. Johnny est de plus devenu obsédé par le tableau de Uri.
Lenny et Archy se rendent chez Romain et Mickey les argents artistiques de Johnny. Ils les forcent à retrouver leur artiste pour eux. Les deux agents se rendent auprès de Cookie qui est un revendeur de drogue mais malheureusement Johnny ne se fournit pas chez lui. Pour remercier « La Horde Sauvage » de son paiement rapide, Lenny obtient que Gueule d'Ange n'aille pas en prison. One-Two le prend très mal car il a accepté de danser avec lui uniquement car il pensait qu'ils ne se reverraient plus avant longtemps. Plus tard, Stella organise une fête où elle invite « La Horde Sauvage ». Elle propose à One-Two de détrousser une nouvelle fois Uri. Gueule d'ange de son côté tape dans l’œil de Bertie, le mari homosexuel de Stella. Ce dernier est un avocat pénaliste. Il propose à Gueule d'ange de lui donner le nom de l'informateur qui a failli le faire aller en prison contre un rendez-vous. Gueule d'ange accepte mais seulement contre une preuve.
Le jour de la sortie de l'argent One-Two, Messe basse et Gueule d'ange percutent la voiture des hommes de Victor avec un camion. Il leur dérobe la sacoche contenant les euros mais les Russes les empêchent de quitter les lieux avec leur voiture. Ils sont obligés de se séparer. Les Russes poursuivent One-Two à pied mais celui-ci, adepte de la course à pied, parvient à les semer. Le soir venu One-Two remet la part de Stella. Victor soupçonne immédiatement Lenny d'être à l'origine du forfait. Uri invite alors le malfrat à une partie de golf puis demande à Victor de lui casser une jambe. L'oligarque lui laisse un jour pour lui remettre le tableau. Après cela, il ne veut plus le voir et traite désormais directement avec le conseiller municipal.

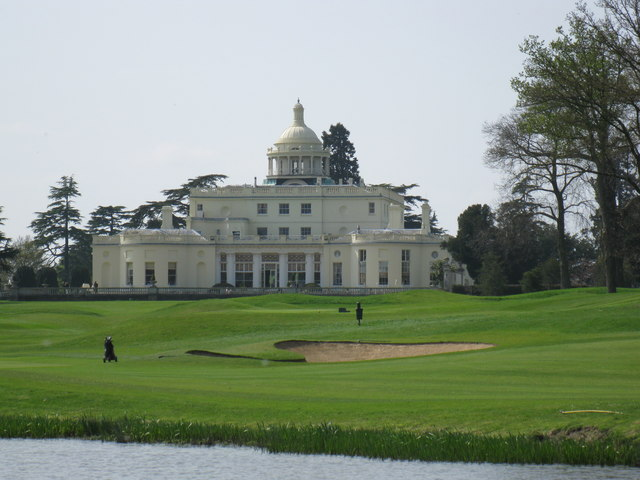
Parcours de golf où Lenny se fait casser la jambe.

Pete, l'ami de Johnny Quid, invite deux autres toxicomanes dans leur retraite. À peine Johnny a le dos tourné que ceux-ci lui volent le tableau et se rendent au Spelier où ils le vendent à Cookie qui en fait cadeau à One-Two pour son anniversaire. L'affaire arrive aux oreilles de Tank qui en informe aussitôt Archy. Il lui révèle également qui a détroussé le Russe. Stella se rend chez One-Two pour faire l'amour avec lui. Celui-ci offre à son tour le tableau à la comptable. Peu après son départ, les hommes de Victor, ayant retrouvé la piste de One-Two, débarquent chez lui. De leur côté Messe basse et Gueule d'ange récupèrent auprès de Bertie, le dossier où est mentionné le nom de l'indicateur de la police. Il s'agit d'un certain Sidney Shaw.
Romain et Mickey finissent par retrouver Johnny et préviennent Archy qui leur demande de l'amener auprès de lui. Ce dernier se rend avec ses hommes chez One-Two pour l’interroger sur le vol de l'argent de l'oligarque. Ils surprennent alors les Russes qui s’apprêtent à torturer le voleur. Avant qu'ils réagissent, Archy et ses hommes les abattent. Ils ligotent ensuite One-Two puis Messe basse et Gueule d'ange qui venaient partager leur nouvelle information avec leur ami. Lenny, fraichement sorti de l'hôpital, convoque tout le monde dans un entrepôt abandonné.
Parallèlement, Uri se rend chez Stella pour lui avouer son amour. Il s’aperçoit alors qu'elle possède le tableau. Comprenant qu'elle l'a trahi, il appelle Victor pour qu'il s'occupe d'elle. À l'entrepôt, Lenny reproche à Johnny d'être un poison et d'être à l'origine du suicide de sa mère. Pour se venger, le jeune homme révèle que son beau-père est l'indicateur qui a fait tomber tous les truands de la ville. Fou furieux, Lenny tire une balle sur son beau-fils et demande à Danny, un de ses hommes, de le faire sortir pour l'achever loin des regards. Accompagné de Romain et Mickey, Johnny fait comprendre à ses agents que Danny les fera également disparaître. Avant que ce dernier ait le temps de réagir, les deux hommes parviennent à l'éliminer puis s'enfuient avec Johnny.
Dans l’entrepôt, Gueule d'ange donne le dossier Sidney Shaw à Archy. Celui-ci connait ce nom et comprend que c'est un pseudonyme de Lenny. C'est ainsi son propre patron qui l'a envoyé quatre ans en prison car il le trouvait « trop gourmand ». Archy demande alors à ses hommes de libérer One-Two, Messe basse et Gueule d'ange puis fait immerger Lenny dans son bain rempli d'écrevisses américaines.

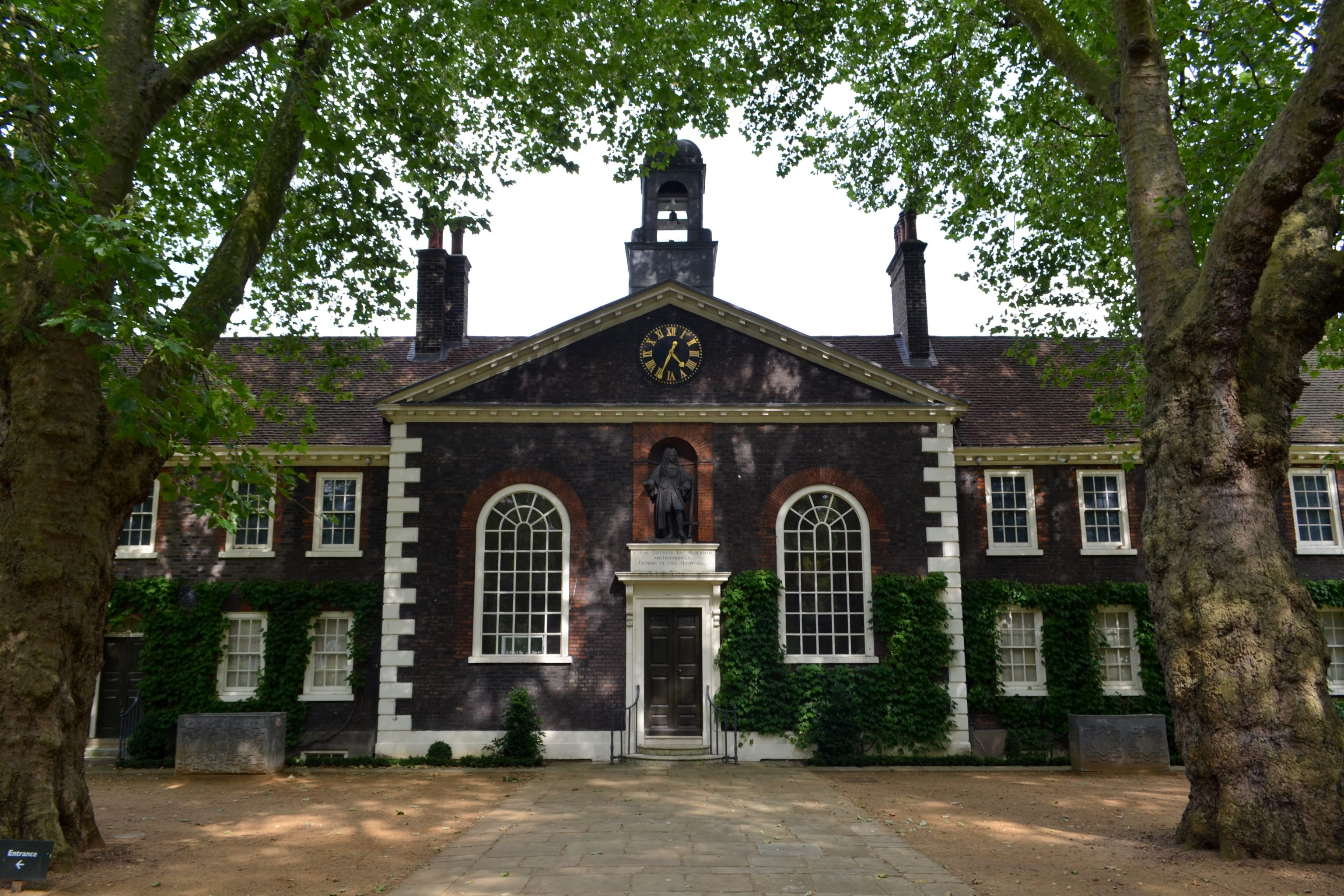
Immeuble devant lequel Johnny retrouve Archy.

Quelques mois plus tard, Johnny sort d'une clinique de désintoxication. Pour fêter cela, Archy lui offre le tableau qu'il a repris au Russe. Johnny lui déclare qu'il veut être désormais comme lui un « vrai RocknRolla ».

## Fiche technique
Sauf indication contraire, les informations mentionnées dans cette section peuvent être confirmées par la base de données cinématographiques IMDb,  présente dans la section « Liens externes ».
- Titre original et français : RocknRolla
- Titre québécois : Rock et Escrocs
- Réalisation : Guy Ritchie
- Scénario : Guy Ritchie
- Musique : Steve Isles
- Direction artistique : Andy Nicholson
- Décors : Richard Bridgland
- Costumes : Suzie Harman
- Photographie : David Higgs
- Montage : James Herbert
- Production : Martin Askew, Steve Clark-Hall, Mickey De Hara, Susan Downey, Navid McIlhargey, Lauren Meek, Steve Richards, Guy Ritchie et Joel Silver
- Sociétés de production : Dark Castle Entertainment, Toff Guy Films et Studiocanal
- Société de distribution : Warner Bros. (Royaume-Uni, États-Unis), Studiocanal (France)
- Budget : 18 000 000 de dollars[1]
- Pays de production :  États-Unis,  France et  Royaume-Uni
- Langues originales : anglais et russe
- Format : couleur − 2,35:1 − son DTS et Dolby Digital
- Genre : action et thriller
- Durée : 114 minutes
- Dates de sortie :
  - Canada : 4 septembre 2008 (festival de Toronto)
  - Royaume-Uni : 5 septembre 2008
  - États-Unis : 8 octobre 2008
  - France : 19 novembre 2008

## Distribution
Sauf indication contraire, les informations mentionnées dans cette section peuvent être confirmées par la base de données cinématographiques IMDb,  présente dans la section « Liens externes ».
- Gerard Butler (VF : Boris Rehlinger ; VQ : Louis-Philippe Dandenault) : One-Two
- Tom Wilkinson (VF : Richard Leblond ; VQ : Vincent Davy) : Lenny Cole
- Thandiwe Newton (VF : Julie Dumas ; VQ : Nathalie Coupal) : Stella
- Mark Strong (VF : Gérard Rinaldi ; VQ : Jean-François Beaupré) : Archy
- Idris Elba (VF : Jean-Paul Pitolin ; VQ : Marc-André Bélanger) : Messe basse
- Tom Hardy (VF : Thibaut Belfodil ; VQ : Paul Sarrasin) : Gueule d'ange
- Karel Roden (VF : Dusan Vranic ; VQ : Sylvain Hétu) : Uri Omovich
- Toby Kebbell (VF : Emmanuel Garijo ; VQ : Hugolin Chevrette-Landesque) : Johnny Quid
- Jeremy Piven (VF : Lionel Tua ; VQ : Tristan Harvey) : Romain
- Chris Bridges (VQ : Éric Bruneau) : Mickey
- Jimi Mistry (VF : Alexandre Gillet) : le conseiller
- Matt King : Cookie
- Geoff Bell : Fred la Tête
- Dragan Micanovic : Victor
- Michael Ryan (VF : Donald Reignoux) : Pete
- Nonso Anozie (VF : Paul Borne ; VQ : Thiéry Dubé) : Tank
- Gemma Arterton : June[Note 2]
- David Bark-Jones (VF : Nicolas Marié) : Bertie
- David Leon (VF : Axel Kiener) : Malcolm[Note 3]
- Bronson Webb : Paul[Note 3]
- Kelly George (VF : Richard Leroussel) : Danny
- Roland Manookian : Bancal[Note 4]

- Version française réalisée par Dubbing Brothers sous la direction artistique de Thierry Wermuth[2].
- Version québécoise réalisée par Technicolor Services Thomson sous la direction artistique de Nicole Fontaine[3].

Sources doublage : Doublage Québec, RS Doublage et Voxofilm.

Photos des principaux interprètes.
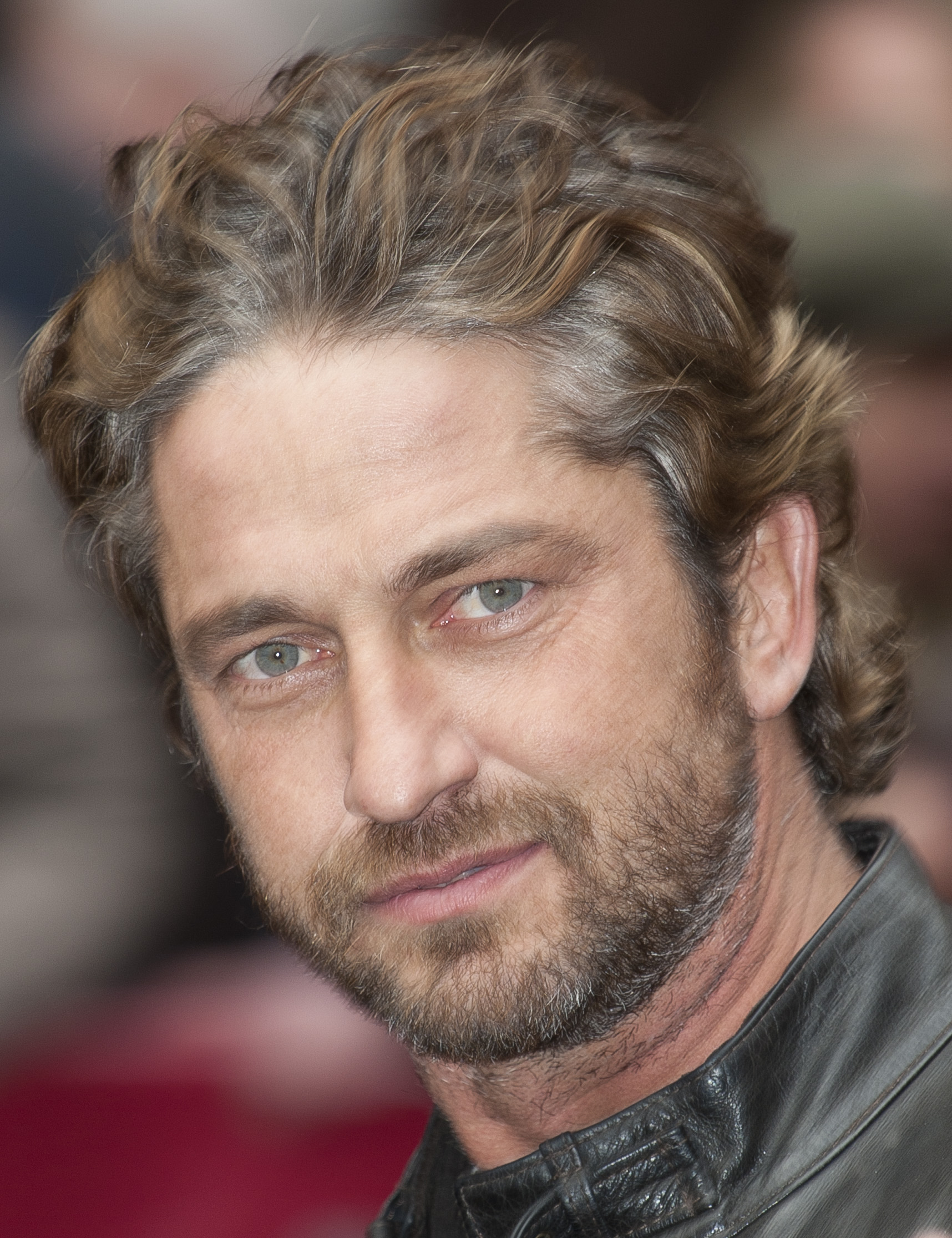
Gerard Butler en 2011.
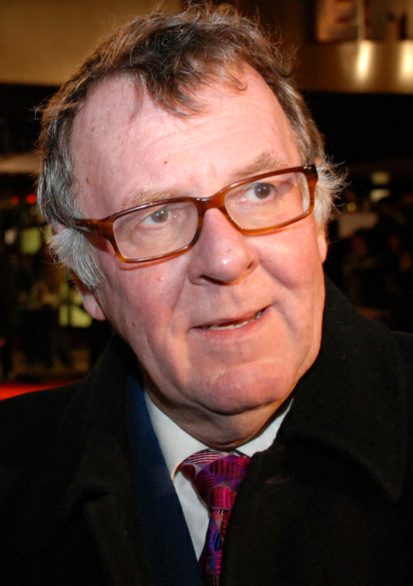
Tom Wilkinson en 2011.
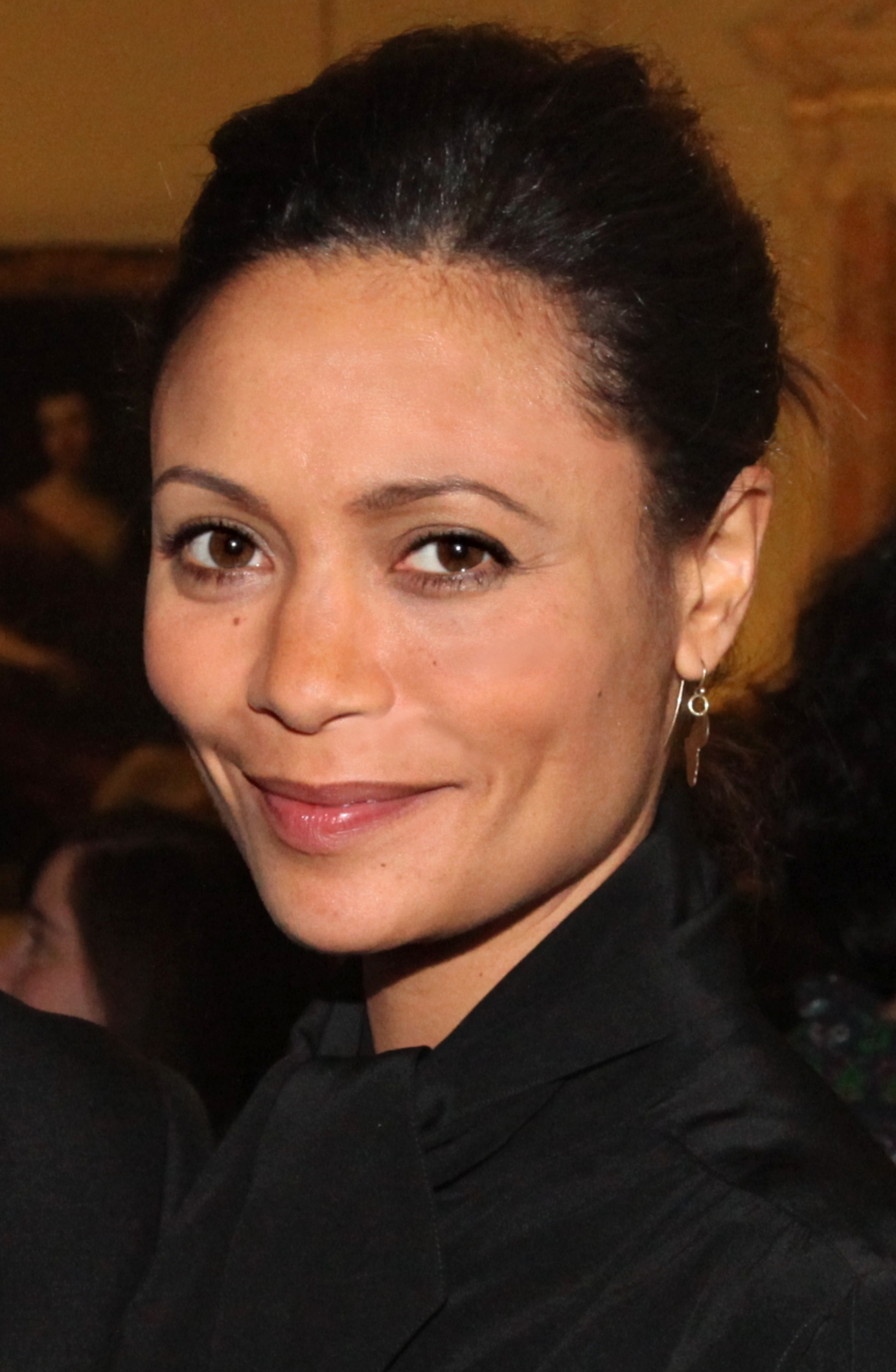
Thandiwe Newton en 2010.
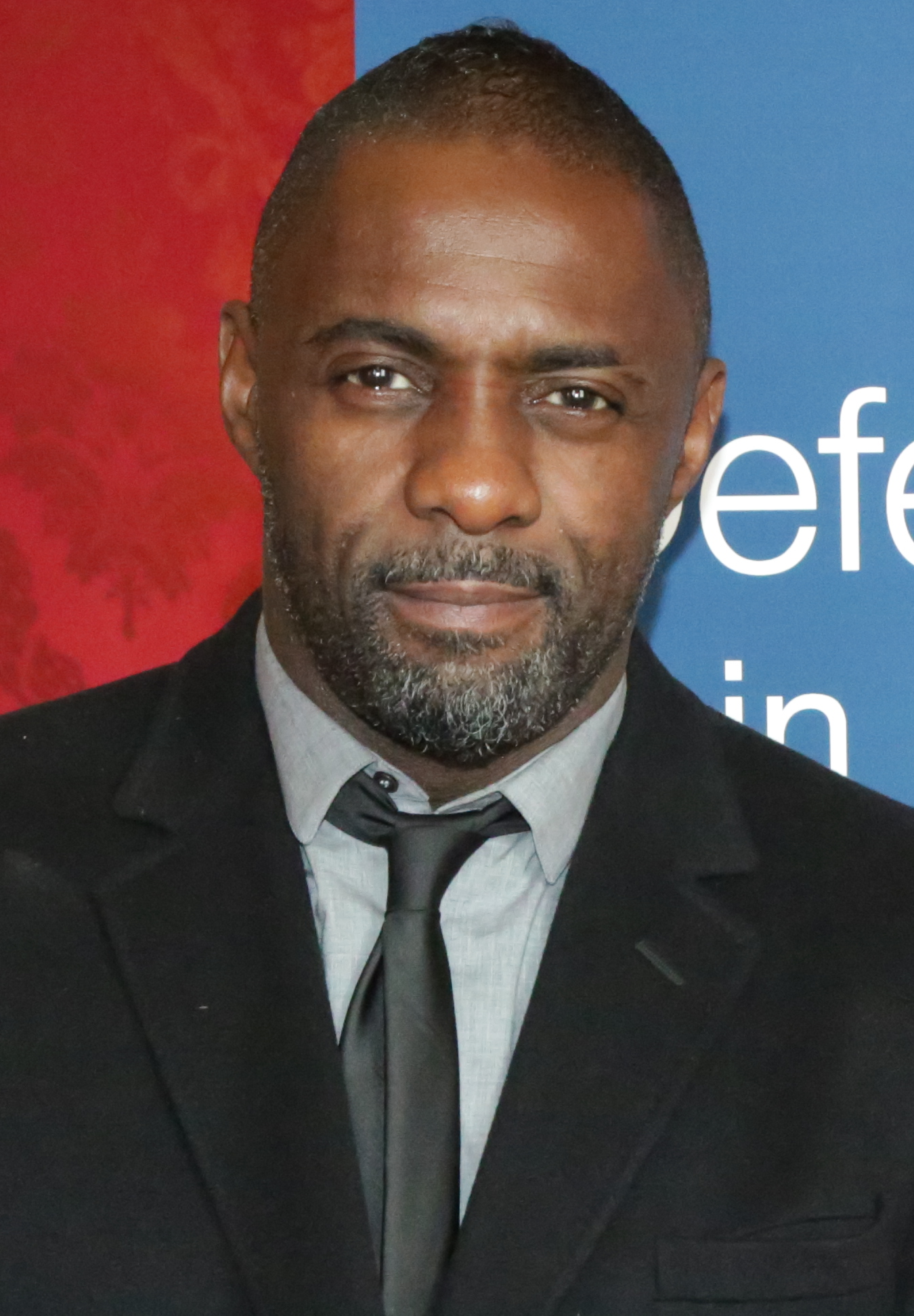
Idris Elba en 2014.
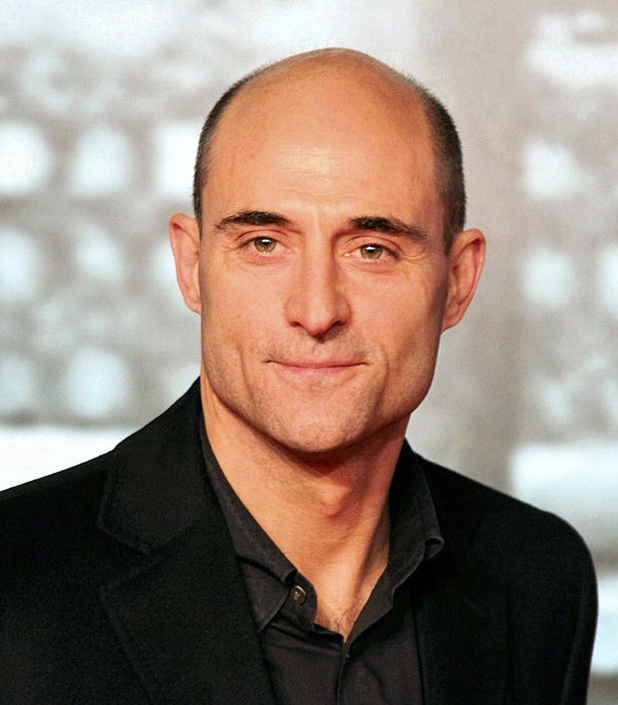
Mark Strong en 2010.
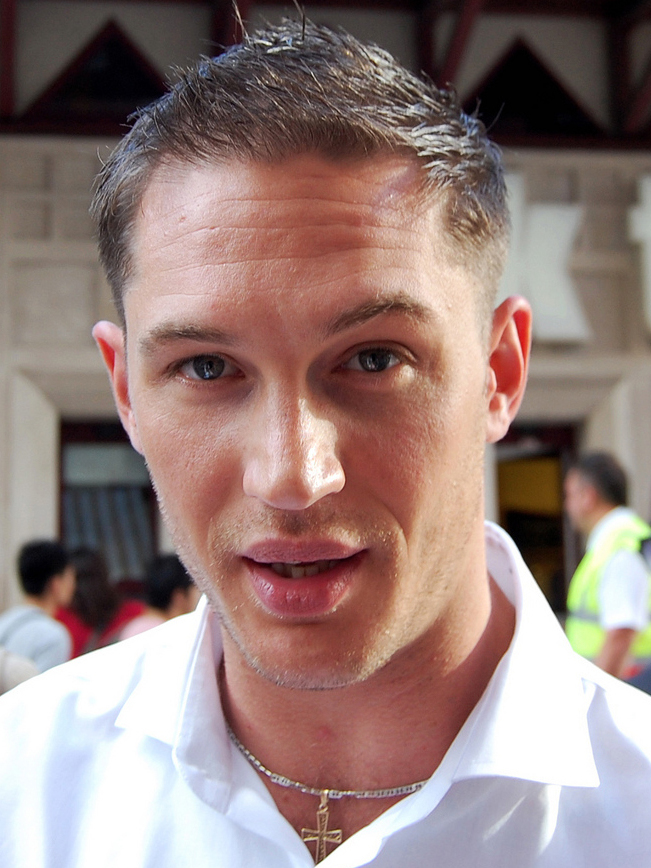
Tom Hardy en 2010.

## Production

### Développement et préproduction
Après les échecs commerciaux de ses deux précédents films, À la dérive (2002) et Revolver (2005), le réalisateur britannique Guy Ritchie décide de revenir à un sujet qu'il maîtrise, le film choral de gangsters,. Pour son cinquième film, il s'associe au producteur américain Joel Silver. Celui-ci le produit via sa division Dark Castle Entertainment,. Studiocanal, déjà coproducteur de Revolver, participe également au financement.

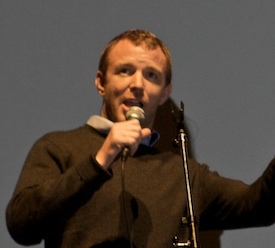
Le réalisateur Guy Ritchie lors de la présentation du film au festival international du film de Toronto, le 4 septembre 2008.

Comme pour ses deux premiers films, Arnaques, Crimes et Botanique (1998) et Snatch : Tu braques ou tu raques (2000), Guy Ritchie écrit seul le scénario. Il développe un policier avec une galerie de personnages hauts en couleur, une intrigue à tiroirs qu’il souhaite accompagner d’une bande-son dynamique. L'idée du film est venue au réalisateur dans un avion entre New York et Londres lorsqu'il a « lu l'histoire de deux Américains qui vivaient depuis une dizaine d'années en Angleterre et que ce déplacement avait transformé ». Imaginer des gangsters et des mafieux déracinés lui paraît une bonne idée de départ.
L'idée de mettre en scène Lenny torturant ses ennemis avec des écrevisses vient à Ritchie d'une ancienne petite amie. Cette dernière vivait près d’une rivière et il posait avec elle des pièges à écrevisses. Le matin, ils mettaient dans un piège un poulet que les écrevisses dévoraient en quelques heures. Ils retrouvaient entre soixante et soixante-dix écrevisses dans le piège.

### Attribution des rôles
Le choix des acteurs s'est fait rapidement, en moins de six semaines. Tom Wilkinson est choisi pour tenir le rôle du chef de la pègre Lenny Cole tandis que Mark Strong se voit confier le rôle d'Archy, son fidèle bras-droit. Tom Wilkinson ayant dû se raser le crâne pour porter une perruque dans un rôle précédent (celui de Benjamin Franklin dans la mini-série John Adams, tournée en début d'année 2007), Guy Ritchie décide de garder cette calvitie pour le personnage de Lenny Cole. Cependant, afin d’éviter un duo d'acteurs chauves, il demande à Mark Strong, qui lui est naturellement dégarni, de porter une perruque.
Guy Ritchie décide d'engager Mark Strong qui avait déjà participé à Revolver. À la lecture de scénario, Strong se voit dans le rôle de One-Two ou de Messe basse. Mais Ritchie le préfère en Archy et fait évoluer le rôle pour l’étoffer. Matt King, un des acteurs de la série télévisée Peep Show (2003-2015), est choisi pour jouer le rôle de Cookie. Pour le rôle de Romain, les producteurs optent pour Jeremy Piven connu notamment pour la série télévisée Entourage (2004-2011). Mickey est, lui, interprété par Chris Bridges plus connu sous son nom de rappeur Ludacris.
Le rôle de One-Two est confié à Gerard Butler. Ritchie l'avait rencontré dans une fête vingt ans auparavant à Édimbourg, lorsque Butler suivait des études pour devenir avocat. Alors en stage, il avait dit à Guy Ritchie vouloir devenir acteur. Le rôle d'Handsome Bob, qui est nommé Bob Gueule d'ange en version française, est inspiré d'Handsome Rob, en français Rob le tombeur, un personnage de Braquage à l'italienne (2003). Ce personnage était interprété par Jason Statham, l'acteur fétiche de Guy Ritchie présent dans Arnaques, Crimes et Botanique, Snatch : Tu braques ou tu raques et Revolver. Il est probable que Ritchie avait Statham en tête quand il a écrit ce rôle. C'est finalement Tom Hardy qui hérite du rôle. Il l’obtient alors même qu’il ne sait alors pas conduire et que le personnage a plusieurs scènes au volant d’une voiture.

### Tournage
Le tournage débute le 19 juin 2007 pour six semaines. Guy Ritchie tourne rapidement les scènes ce qui plaît beaucoup aux acteurs. Le tournage se passe comme prévu. Il se déroule principalement à Londres, dans le centre, sur les bords de la Tamise dans l’East End et au Stade de Wembley. Les scènes sont tournées dans divers endroits comme des maisons, des restaurants ou en pleine rue. Le réalisateur fait un caméo dans le film : il passe à vélo dans le plan où les personnages Romain et Mickey sont dans la rue pour retrouver Johnny Quid. Le producteur Steve Clark Hall apparaît également dans le film, dans la peau d'un juge.

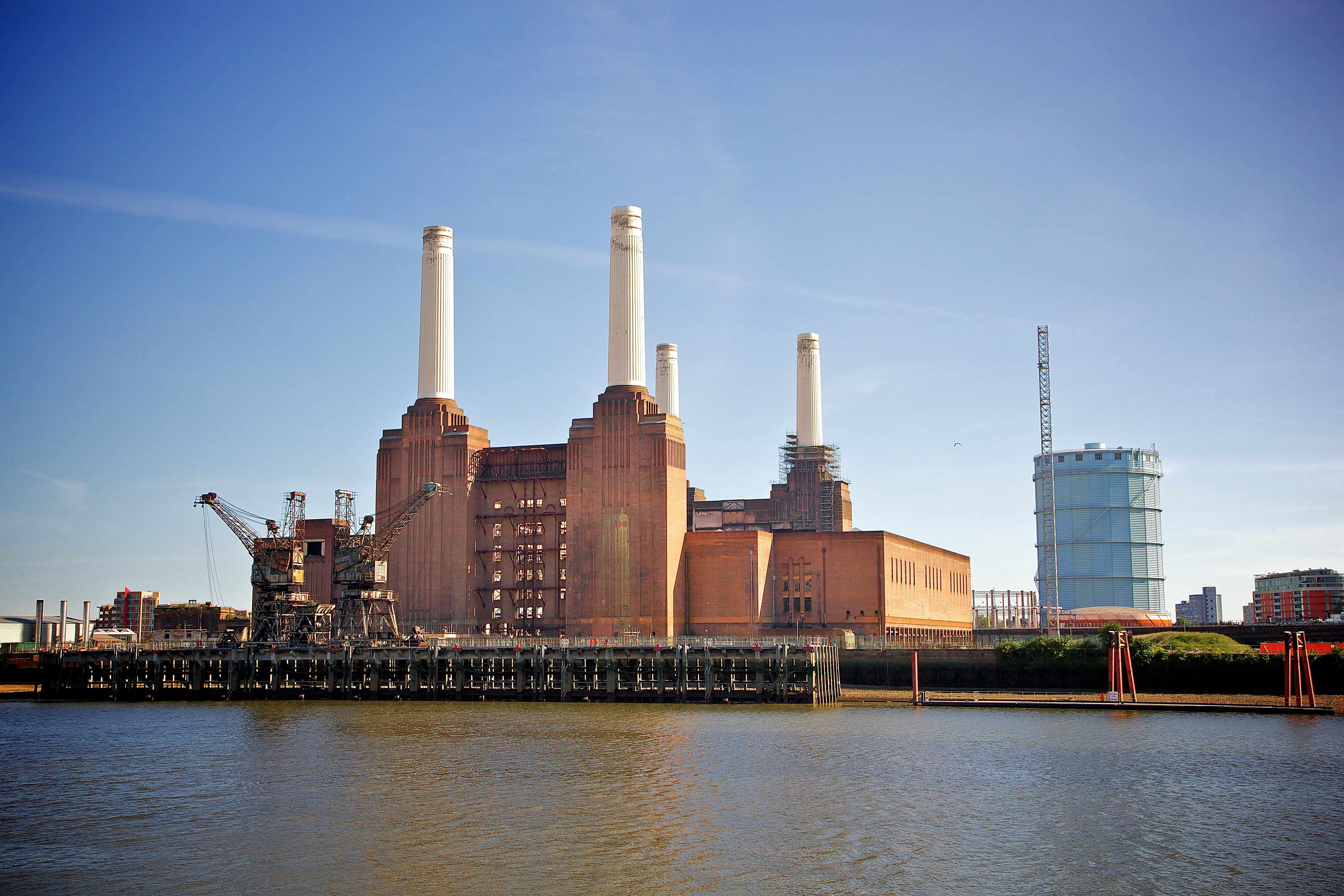
La centrale électrique de Battersea est utilisée pour représenter l'entrepôt de Lenny Cole.

Le toit du marché de Spitalfields est utilisé pour représenter le futur chantier de Uri. Sous le toit se trouve alors le reste de l'ancien marché. C'est là qu'a lieu le premier jour de tournage. La centrale électrique de Battersea, une des grandes centrales de Londres fermée alors depuis plus de vingt ans est utilisée pour figurer l’entrepôt où Lenny Cole fait disparaître les traîtres. L’hôpital royal de Chelsea est utilisé pour servir de collège au jeune Johnny Quid. Dans l’hôpital de Fitzrovia, qui est désaffecté depuis quinze ans, Ritchie et son équipe recréent le repaire de drogué de Johnny. Ils y tournent deux ou trois jours. Le Middlesex, un autre hôpital désaffecté sert pour les scènes du bureau de Lenny et de la chambre du jeune Johnny Quid. Après le tournage, le bâtiment est détruit par les promoteurs immobiliers de luxe Christian et Nick Candy. La jetée du West India Dock située entre le Dôme du Millénaire et le quartier de Canary Wharf est également utilisée. Guy Ritchie voulait ce quartier en toile de fond pour les scènes du bateau de Uri. Il veut ainsi montrer le faste et l’éclat de ce dernier. Les scènes du terrain de golf sont tournées à Stoke Poges à une quarantaine de kilomètres de Londres. Le réalisateur a toujours aimé l’idée que les méchants aiment aller au country club pour jouer au golf et au tennis. Beaucoup de films ont été tournés à Stoke Poges comme Goldfinger (1964).

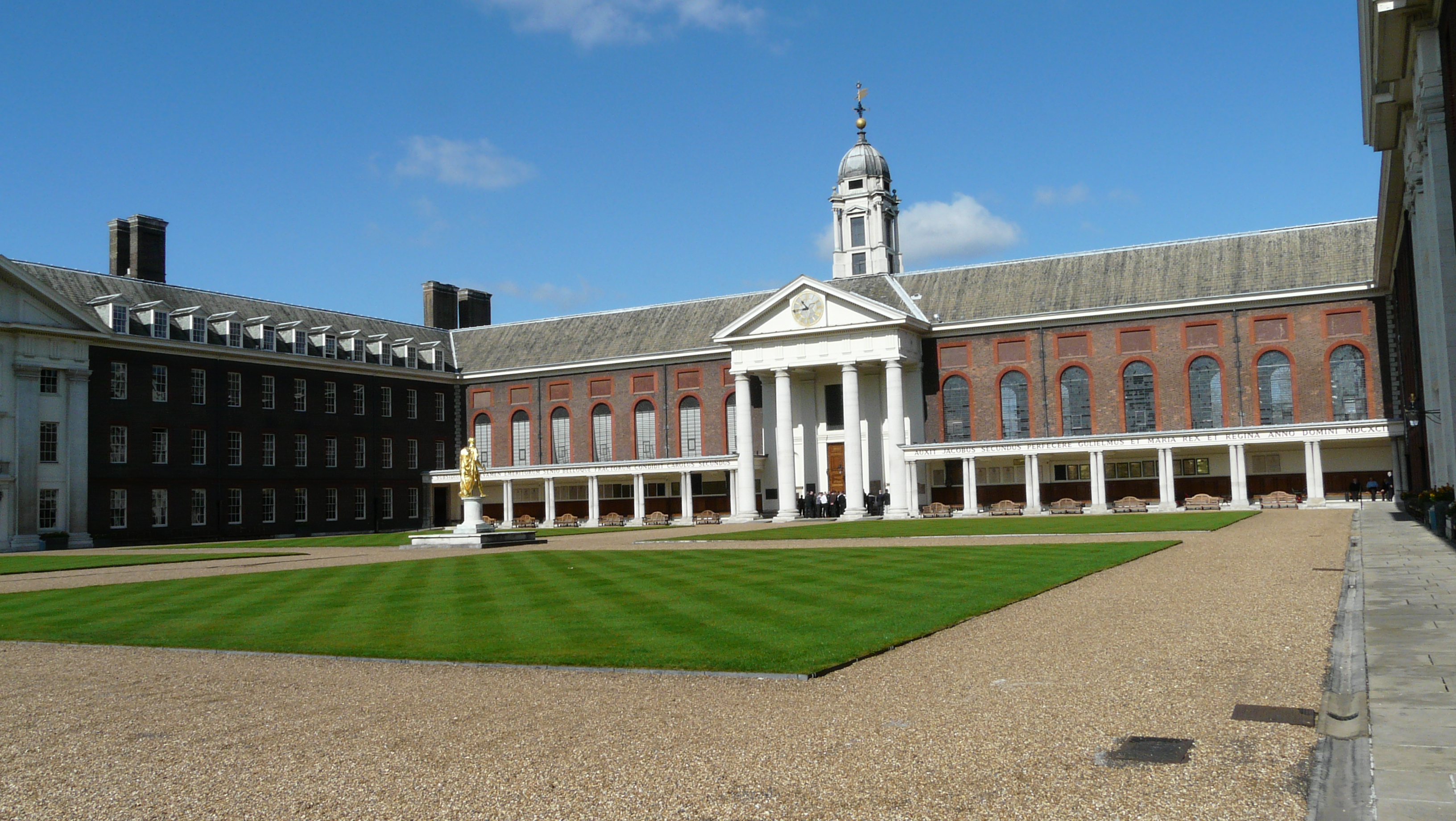
L’hôpital royal de Chelsea est utilisé pour servir de collège au jeune Johnny Quid.

Le repaire de la « Horde sauvage » est en réalité le foyer des ouvriers de Bethnal Green. Ce club de jeu reproduit le style des Spielers, des maisons de jeux juives typiques de l’East End. Ce mot vient du Yiddish et veut dire « joueur ». Le studio d'enregistrement de Roman et Mickey est également situé à Bethnal Green dans l’ancienne mairie de ce district. Arnaques, Crimes et Botanique est le premier film tourné à cet endroit et RocknRolla est le dernier dix ans après. Après le tournage, le bâtiment est détruit pour faire place à des appartements de luxe.

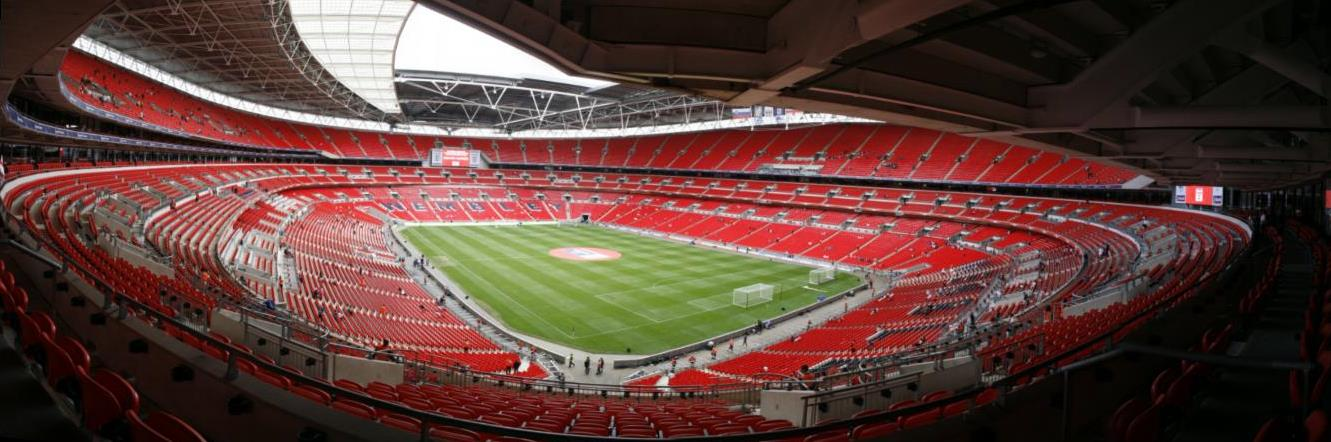
Le stade de Wembley en 2009.

Réussir à tourner dans le stade de Wembley est un tour de force pour l'équipe de production car personne n’y est entré depuis sa rénovation qui s'est déroulée entre 2004 et début 2007. Le tournage se tient alors que le terrain de foot est en train d'être posé. Le chef décorateur Richard Bridgland trouve qu’« il avait un aspect cinématographique qui les a enthousiasmé ».
Les scènes de voiture sont toutes tournées en studio devant un fond vert. Guy Ritchie ne souhaite pas utiliser la technique de la voiture surélevée pour filmer ces scènes. La scène du yacht de Uri est un truquage. Louer ce genre de véhicule coûte 500 000 livres juste pour une nuit. L'équipe préfère installer un décor à l'arrière d'un petit bateau qui se loue le long de la Tamise 15 livres la journée.
La scène d’amour entre One-Two et Stella est tournée alors que les deux acteurs ne sont pas dans le même lit. Gerard Butler a une angine et Thandiwe Newton refuse de l'embrasser. Guy Ritchie n'a d'ailleurs pas très envie de filmer une scène intime. Il en profite pour faire un montage rapide des deux acteurs pour simuler l'acte. Buttler est souvent malade pendant le tournage, si bien que la chanteuse Madonna, épouse de Ritchie à l'époque, fait une injection de vitamine B12 à l'acteur.
La dernière scène du tournage principal montre Archy rencontrer l’informateur Tank. Elle est tournée en extérieur dans Brewer Street et près du théâtre Palace à Cambridge Circus. Tank y regarde, à l'intérieur de sa voiture, le film Les Vestiges du jour (1993). Ce devait être Zoulou (1964) mais Ritchie n'en a pas obtenu les droits pour des raisons financières.
Le concert est un vrai concert du groupe The Subways. Il est filmé deux mois après la fin du tournage à Bournemouth. Ritchie tient absolument à la présence de la chanson Rock & Roll Queen dans le film.
La dernière scène du film est tournée trois mois après le tournage principal, pendant l’automne 2007. L'acteur Toby Kebbell qui interprète Johnny Quid doit avoir les cheveux plus longs pour cette scène. Elle est tournée devant le musée de la vie domestique Geffrye dans l'est londonien.

### Bande originale
La bande originale du film sort en CD le 1er septembre 2008 sous le label Varèse Sarabande. Elle est d'abord présentée dans les magasins HMV. Elle comporte seize morceaux et cinq extraits de dialogues du film. Elle est constituée de morceaux choisis par Guy Ritchie dont ses cinq préférés. Elle est construite de classique groove punk rock en mode reggae comme Bank Robber (1980) de The Clash et Mirror in the Bathroom (1980) de The Beat. La bande originale met aussi en avant des morceaux oubliés comme Funnel of Love (1960) de Wanda Jackson, The Trip (1965) de Kim Fowley et Have Love, Will Travel (1959) de The Sonics. Elle inclut également des morceaux de rock plus récents comme The Stomp (1997) de The Hives.
| Liste des morceaux | Liste des morceaux                      | Liste des morceaux | Liste des morceaux | Liste des morceaux | Liste des morceaux | Liste des morceaux | Liste des morceaux | Liste des morceaux | Liste des morceaux |
| No                 | Titre                                   | Durée              |                    |                    |                    |                    |                    |                    |                    |
| ------------------ | --------------------------------------- | ------------------ | ------------------ | ------------------ | ------------------ | ------------------ | ------------------ | ------------------ | ------------------ |
| 1.                 | People Ask the Question                 | 0:39               |                    |                    |                    |                    |                    |                    |                    |
| 2.                 | I'm a Man - Black Strobe                | 4:33               |                    |                    |                    |                    |                    |                    |                    |
| 3.                 | Have Love, Will Travel - The Sonics     | 2:36               |                    |                    |                    |                    |                    |                    |                    |
| 4.                 | No School Like the Old School           | 0:25               |                    |                    |                    |                    |                    |                    |                    |
| 5.                 | Bank Robber - The Clash                 | 4:31               |                    |                    |                    |                    |                    |                    |                    |
| 6.                 | The Trip - Kim Fowley                   | 1:56               |                    |                    |                    |                    |                    |                    |                    |
| 7.                 | Slap Him!                               | 0:07               |                    |                    |                    |                    |                    |                    |                    |
| 8.                 | Ruskies - Steve Isles                   | 1:07               |                    |                    |                    |                    |                    |                    |                    |
| 9.                 | Outlaw - War                            | 5:02               |                    |                    |                    |                    |                    |                    |                    |
| 10.                | Waiting for a Train - Flash and the Pan | 3:41               |                    |                    |                    |                    |                    |                    |                    |
| 11.                | Junkies                                 | 0:06               |                    |                    |                    |                    |                    |                    |                    |
| 12.                | Rock & Roll Queen - The Subways         | 2:50               |                    |                    |                    |                    |                    |                    |                    |
| 13.                | The Gun - Lou Reed                      | 3:38               |                    |                    |                    |                    |                    |                    |                    |
| 14.                | The Stomp - The Hives                   | 1:54               |                    |                    |                    |                    |                    |                    |                    |
| 15.                | We Had Love - The Scientists            | 4:47               |                    |                    |                    |                    |                    |                    |                    |
| 16.                | Sausage & Beans                         | 0:18               |                    |                    |                    |                    |                    |                    |                    |
| 17.                | Mirror in the Bathroom - The Beat       | 3:08               |                    |                    |                    |                    |                    |                    |                    |
| 18.                | Funnel of Love - Wanda Jackson          | 2:07               |                    |                    |                    |                    |                    |                    |                    |
| 19.                | Such a Fool - 22-20s                    | 3:52               |                    |                    |                    |                    |                    |                    |                    |
| 20.                | Dopilsya - Sektor Gaza                  | 4:02               |                    |                    |                    |                    |                    |                    |                    |
| 21.                | Negra Leono - Miguelito Valdés          | 2:58               |                    |                    |                    |                    |                    |                    |                    |
| 54:17              |                                         |                    |                    |                    |                    |                    |                    |                    |                    |

## Accueil

### Promotion

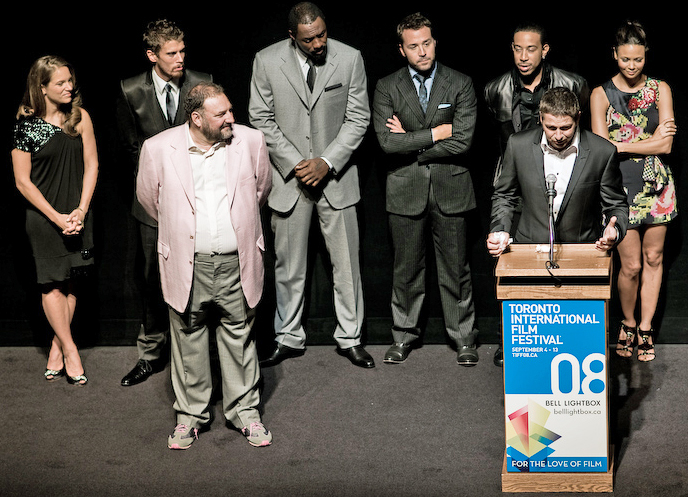
L'équipe du film lors du festival international du film de Toronto, le 4 septembre 2008.

Le 1er août 2008, le producteur Joel Silver se rend au Festival de bande dessinée de San Diego pour y présenter plusieurs films de sa société Dark Castle Entertainment. Pour RocknRolla il est rejoint sur scène par la productrice Susan Downey, le réalisateur Guy Ritchie et les acteurs Idris Elba, Chris Bridges, Jeremy Piven et Gerard Butler. L'avant-première a lieu au festival international du film de Toronto le 4 septembre 2008. Les producteurs Joel Silver et Susan Downey y viennent accompagnés par le réalisateur Guy Ritchie et les acteurs Chris Bridges, Gerard Butler, Idris Elba, Toby Kebbell, Thandiwe Newton et Jeremy Piven. Le film est ensuite présenté dans plusieurs événements dont le Festival international du film de Rome en octobre 2008.

### Accueil critique
Le film est fraîchement accueilli par les critiques de cinéma. Sur le site Rotten Tomatoes, il obtient le score de 60 % pour un total de 148 critiques. Il dispose sur le site Metacritic d'une note de 53 % basée sur 28 avis. En France, il reçoit des critiques mitigées ; le site Allociné propose une note de 2,8 sur 5 à partir de l'interprétation de 17 titres de presse.
Aux États-Unis, Roger Ebert du journal Chicago Sun-Times trouve le film très amusant. Il conclut son article en indiquant que « les acteurs britanniques aiment jouer les gangsters autant que les acteurs américains aiment jouer les cow-boys, et c’est toujours agréable de voir les gens s’amuser ». Del Harvey du site FilmMonthly trouve que « les films de Ritchie ne cessent de s'améliorer, et RocknRolla est certainement l'un de ses meilleurs et vaut la peine d'être vu ». Joe Leydon, du magazine Variety, juge que RocknRolla est « une rigolade intelligemment construite, d'une élégance sensationnelle et est sobrement hilarante ». Kyle Smith, du journal New York Post, trouve que Guy Ritchie est un garnement en pleine forme, comme dix ans auparavant. Alex Billington, du site FirstShowing.net, adore le film et indique que RocknRolla pourrait être vu comme « une version britannique du Parrain » (1972).
Laura Kern, du magazine Film Comment, estime à l'inverse que le film de Guy Ritchie « ne ressemble à rien de plus qu'un recyclage à plus gros budget de ses films précédents ». Claudia Puig juge dans The New Yorker que la réalisation de Ritchie est avant-gardiste et visuellement audacieuse, mais que le scénario est moins rafraîchissant qu’auparavant. Elle préfère dans le même style Bons Baisers de Bruges (2008) avec Colin Farrell et Brendan Gleeson. Stéphanie Zacharekn du site Salon.com n'aime pas le film et reproche à Ritchie de ne pas bien diriger ses acteurs. Dans le San Francisco Chronicle, Mick LaSalle estime que Ritchie ne sait pas écrire un scénario et qu'il compense ce manque par des effets de style comme l'utilisation d'une voix hors champ explicative.
En France, Vincent Ostria du journal L'Humanité évoque un film mêlant « cruauté, humour et virtuosité filmique » où Guy Ritchie « s'inscrit dans la mouvance de Tarantino ». Bayon écrit dans Libération qu'il s'agit d'une comédie noire brillamment interprétée « où excelle l'Angleterre pince-sans-rire ». Stéphanie Belpêche, du Journal du dimanche, évoque un film « pas désagréable mais anecdotique ». Dans Metro, Talia Soghomonian écrit : « Guy Ritchie cherche à tout prix à retrouver l'esprit chic et choc d’Arnaques, mais il est toujours loin d'être le Tarantino britannique. » Arnold, pour le magazine Ciné Live, regrette que « la formule humour noir et polar sur intrigue à tiroirs ne se renouvelle pas » mais trouve que « dans ce registre Guy Ritchie reste le cinéaste le plus doué ». Thomas Sotinel du journal Le Monde indique qu'« une voix off ironique accompagne un montage fluide des fils d'une intrigue qui voudrait offrir un panorama exhaustif de la criminalité londonienne au début du XXIe siècle. Mais l'effet obtenu relève plus de la visite guidée en bus à impériale que de la fresque historique ». François Forestier du magazine L'Obs trouve qu'il s'agit d'un « polar déjanté, sans rythme, sans logique, sans talent : c'est aussi palpitant qu'une infusion d'Earl Grey un jour de crachin à Londres ». Hubert Lizé du quotidien Le Parisien pense qu'il « ne reste qu'un scénario poussif et des dialogues verbeux ». Léo Soesanto du magazine Les Inrockuptibles juge que Ritchie « coule à pic avec cet énième polar british qui se rêve cool et chic ». Mathieu Carratier du magazine Première décrit le scénario comme « tellement méandreux qu'un GPS s'y paumerait, [car il] enchaîne les rebondissements pour faire oublier qu'il n'a rien à raconter ». Sur Critikat, Matthieu Santelli affirme que « la réalisation devient symptôme et le cinéma n’est plus une fenêtre ouverte sur le monde mais le miroir narcissique qui renvoie l’image auto-satisfaite de son auteur ».

### Box-office
RocknRolla est un modeste succès commercial avec 25 741 000 dollars de recettes pour un budget de 18 000 000 de dollars. Il se hisse à la 181e place annuelle en Amérique du Nord. En France, avec 81 000 entrées, le film se classe en 231e position du box-office de l’année 2008 très loin derrière les films de suspense Mesrine : L'Instinct de mort (12e), Mesrine : L'Ennemi public no 1 (26e), L’Échange (30e), Phénomènes (32e), Le crime est notre affaire (36e), MR 73 (52e) et Mensonges d'État (54e).
| Pays       | Box-office (2008) | Classement de l'année (2008) |
| ---------- | ----------------- | ---------------------------- |
| Monde      | 25 741 000 US$    |                              |
| France     | 81 000 entrées    | 231e                         |
| États-Unis | 5 701 000 US$     | 181e                         |
| Europe     | 992 000 entrées   |                              |

## Distinctions
Note : sauf mention contraire, les informations ci-dessous sont issues de la page Awards du film sur l'Internet Movie Database. Ici sont listés les principaux prix.
RocknRolla n'a reçu qu'une distinction, celle de meilleur film britannique lors de la quatorzième cérémonie des prix du magazine britannique Empire.

### Récompense
| Année | Cérémonie ou récompense | Prix                      | Lauréat(es) |
| ----- | ----------------------- | ------------------------- | ----------- |
| 2009  | Prix Empire             | Meilleur film britannique |             |

### Nominations
| Année | Cérémonie ou récompense                                          | Prix                             | Lauréat(es) |
| ----- | ---------------------------------------------------------------- | -------------------------------- | ----------- |
| 2008  | Black Reel Awards                                                | Meilleure bande originale        |             |
| 2009  | Prix de l'Association des critiques de films du centre de l'Ohio | Meilleur film passé inaperçu     |             |
| 2009  | Prix BET                                                         | Meilleur acteur                  | Idris Elba  |
| 2009  | Prix Empire                                                      | Meilleure musique de film        |             |
| 2009  | Prix GLAAD Media                                                 | Meilleur film à grande diffusion |             |

## Analyse

### Pré-générique et générique
Le monologue du personnage d'Archy qui se situe avant le générique est enregistré par Mark Strong alors qu'il se trouve à Rabat, au Maroc, sur le tournage du film Mensonges d'État de Ridley Scott. Le réalisateur Guy Ritchie lui envoie les pages du monologue tandis qu'il se trouve à Los Angeles pour réaliser le montage.

« Les gens posent la question « C'est quoi un RocknRolla ? » Alors je leur dis, c'est pas une question de riffs, de snifs et de perfs, oh non, c'est bien plus que ça mon frère. On veut tous mener la belle vie. Pour certains, c'est le pognon, ou la drogue. Pour d'autres, c'est la baise, les paillettes, le prestige. Mais un RocknRolla, c'est différent. Pourquoi ? Parce qu'un vrai RocknRolla, il lui faut la totale. »

— Archy
Ritchie trouve important de soigner les génériques qui sont selon lui une « partie essentielle de l’outil créatique ». Le générique du film est l’œuvre de Danny Yount, un concepteur de Los Angeles récompensé par un prix Emmy pour le générique de la série Six Feet Under (2001-2005),. Il a ensuite travaillé sur des génériques pour le cinéma comme Kiss Kiss Bang Bang (2005) et Iron Man (2008). D’une durée d’environ trente secondes, il est conçu pour avoir un impact visuel fort sur les spectateurs.
Le générique parvient à créer une synchronie parfaite entre la musique et le graphisme en mouvement. Les battements forts et le rythme rapide sont accompagnés par une communication visuelle rapide et étendue. Yount se sert des illustrations de personnages réalisées pour le film par l’artiste Chris Nunez. Sur ces personnages, il crée un mouvement à partir d’une technique d’animation. Cette dernière associe des traits caricaturaux des différents personnages par décalque d’image des acteurs les interprétant. Les personnages animés du fait de ce décalque souffrent d’une inconstance visuelle qui augmente ainsi la tension expressive. L’animation est associée à un double chromatisme qui combine le marron et le rouge, et crée une atmosphère qui rappelle les vieux films policiers.
Le choix de cette palette chromatique est destiné à s’accorder avec les filtres de couleurs utilisés par Guy Ritchie dans le film. Pour faire également cohérence avec le film, Danny Yount ajoute partout dans l’écran des éclaboussures de coups de feu, de sueur et de sable à partir d’impacts sur les corps des personnages. Cette forme exprime l’impact de la violence et la brutalité montrées dans le film.
Pour prolonger le rythme rapide du générique, dans la première séquence du film, Guy Ritchie s'autorise la plus longue série de panoramiques filés jamais filmée.

### Ville de Londres
Le personnage principal de l'histoire est la ville de Londres. Selon le producteur Steve Clark-Hall, le Londres d'après Seconde Guerre mondiale est gris et rempli d'immeubles bombardés. Dans les années 1970 et au début des années 1980, Londres est une ville terne. Depuis le début des années 1990, Londres s'est transformée. Elle est « méconnaissable ». Il s'agit de la plus grande phase de reconstruction depuis le XIXe siècle.

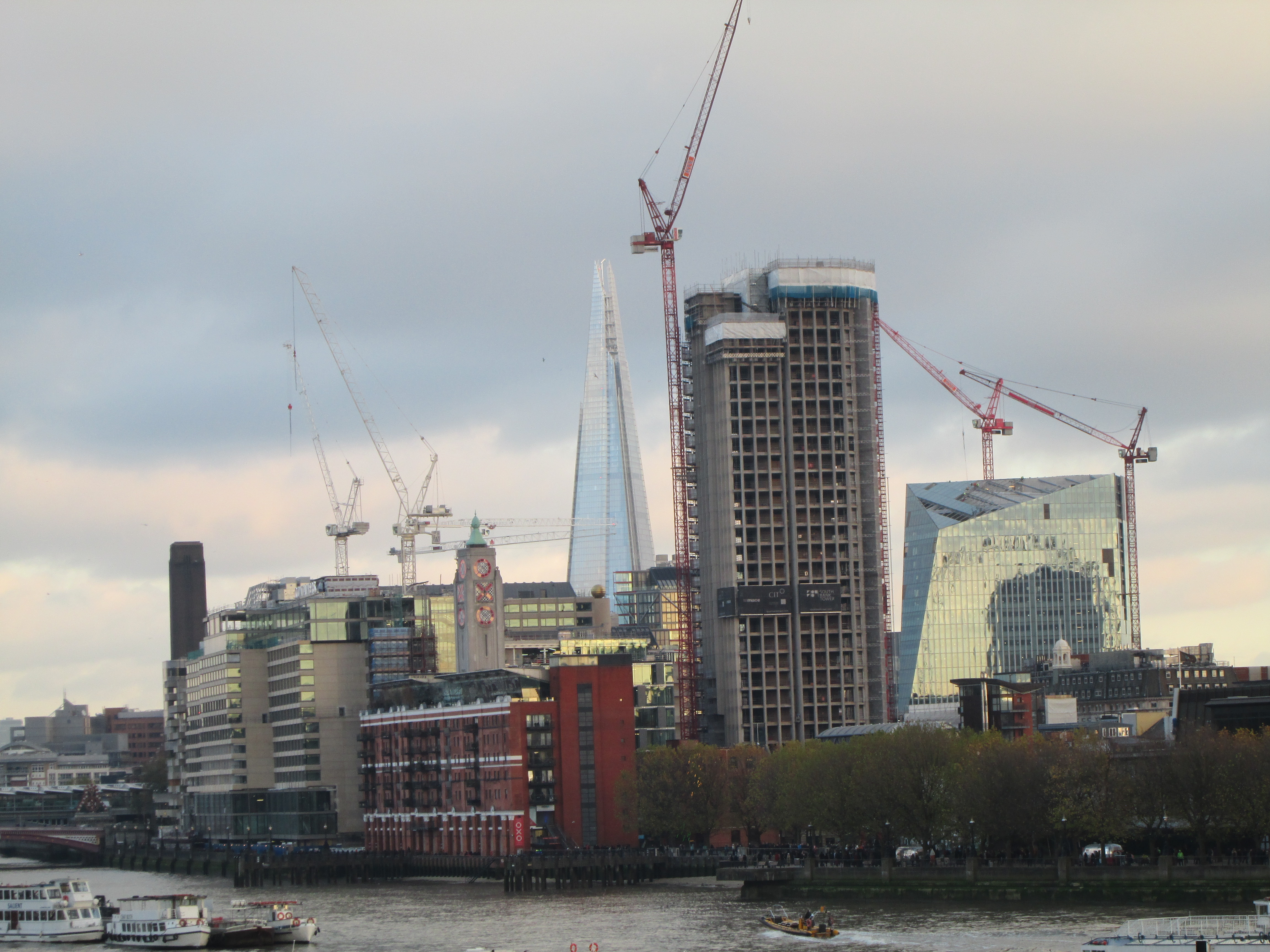
Londres connaît une grande phase de reconstruction.

Le réalisateur Guy Ritchie vit à Londres depuis longtemps. Il a remarqué les changements sur les trente ans. Il trouve que depuis une dizaine d’années la ville est plus « cosmopolite ». Avec ce film, il veut illustrer le Londres contemporain et ses activités douteuses qui émergent avec les transformations. Il y a alors des grues et des chantiers partout. C’est une « sorte de renaissance architecturale ». Il y a également beaucoup plus de bourgeois à Londres ce qui entraîne un puissant changement culturel. De nombreux quartiers sont devenus inabordables pour le Londonien moyen. Beaucoup d'immeubles sont achetés par des Américains et des oligarques russes. Selon Ritchie, les oligarques, « au lieu de marchander, ils doublaient les prix ». Selon l'acteur Mark Strong, « 80 % des maisons de Londres valent plus de 10 millions ». Les immigrants de l’Europe de l’Est ont changé la ville selon Clark-Hall. Ils l'ont rendu pleine de vie même s'ils ont fait augmenter les prix de l'immobilier. Ritchie pense que Londres se transforme progressivement en New York. Elle est devenue une ville internationale. En effet, en 2007, les bureaux du réalisateur à Londres valent le double de leur prix d’achat un an plus tôt. C'est alors l’apogée de la bulle immobilière qui se situe avant la crise financière mondiale de 2007-2008. Selon Ritchie, « Londres avait perdu la tête sur le plan économique ».
Ce phénomène d'escalade immobilière amène aussi certaines personnes douteuses à chercher à profiter de cette situation. C'est un article d'un journal sur des pots-de-vin donnés à des avocats contre des permis de construire qui a donné l'idée du film à Ritchie. Il illustre cela dans la scène où Uri et Stella sont sur le bateau de celui-ci sur la Tamise. « Avant Londres n’était pas comme ça » indique Ritchie. Il regrette que la ville devienne comme l’ancien Chicago.

### Personnages
Il y a plusieurs intrigues dans RocknRolla. Le film « représente un Londres où les classes se confondent ». Selon l'acteur Gerard Butler, de nombreux personnages s'y croisent par « des détours compliqués et bizarres qui n’appartiennent qu’à Guy » Ritchie. Les intrigues des différents personnages se rallient à un grand tout.
Il y a d'abord la bande d'amis : « La Horde sauvage ». Elle est constituée de One-Two, Messe basse et de Bob la gueule d'ange. Comme à son habitude, Guy Ritchie leur donne des noms à la Dick Tracy (1990). Ils essaient de se faire un nom dans le monde. Ce sont des magouilleurs et des opportunistes. Ils tentent de gravir les échelons de la criminalité londonienne. Ils se font pourtant avoir par Lenny Cole sur leur plus grand coup.
Lenny Cole est une sorte d'entrepreneur. Contre des pots-de-vin, il fournit des permis de construire. Il utilise ses contacts pour corrompre l’administration et faciliter ses démarches frauduleuses. Selon le critique Roger Ebert, Lenny Cole est à rapprocher des cyniques hommes d’affaires américains Ken Lay et Richard Fuld. Il représente une façon désuète d’obtenir ce qu’on veut. Lui et son bras droit Archy croient encore contrôler leurs affaires mais commencent à être malmenés par l’essor d'une nouvelle génération et par les hommes d'affaires russes. Pour Ritchie, Lenny Cole « se sent dépassé face à l’oligarque russe contre lequel il ne fait pas le poids ».

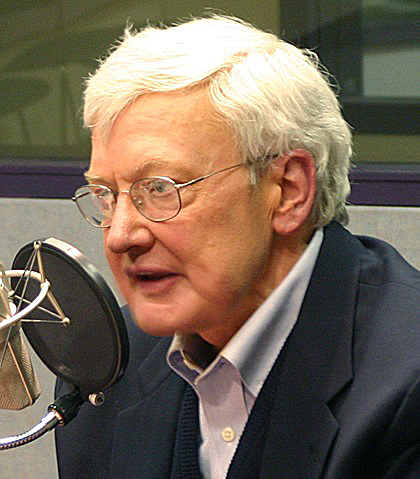
Le critique américain Roger Ebert compare Lenny Cole à Ken Lay et Richard Fuld.

L’oligarque Uri est une « métaphore de l’argent d’Europe de l'Est et de la Russie » selon Ritchie. Uri change les règles suivi par Lenny. Il n'accepte pas la compétition et s'assure d'avoir toujours ce qu'il convoite. Il emploie Stella, une comptable extrêmement douée dans son métier. Uri ne sait pas qu'elle s'ennuie de blanchir son argent. Ritchie s'inspire d'un vrai oligarque russe pour le personnage de Uri.
Pour finir, il y a le trublion Johnny Quid, le beau-fils de Lenny. C'est lui le RocknRolla. L'acteur qui l’interprète Toby Kebbell s’est inspiré du chanteur Pete Doherty pour son interprétation. Selon l'acteur Gerard Butler, il est un « type qui gagne sa vie en esquivant les coups ». Johnny est une gloire de la scène Rock 'n' roll. Il a touché le fond mais est le plus sensé de tous les personnages. Selon le réalisateur Guy Ritchie, il est « perdu entre son éducation d’excellence et son père malfaiteur mais est un peu philosophe ». Son isolation volontaire fait de lui un observateur lucide de la médiocrité humaine. Ses rapports avec Lenny Cole n’ont pas aidé à son équilibre. De plus il s'attire beaucoup d'ennuis. Ses agents artistiques Romain et Mickey sont, par sa faute, eux aussi embarqués dans cette histoire de truands.

### Pègre
Après avoir signé Arnaques, Crimes et Botanique (1998), Snatch : Tu braques ou tu raques (2000) et Revolver (2005), le metteur en scène britannique Guy Ritchie revient pour la quatrième fois dans le genre qu'il affectionne : le film sur la pègre. Tous ses films ont des intrigues complexes qui impliquent un groupe de criminels caricaturaux. Ils mettent en scène des actions illicites qui tournent mal avec des personnages qui ont tendance à être comiques même lorsqu'ils sont des « durs à cuire ». Le style visuel de RocknRolla se rapproche particulièrement de celui d’Arnaques, Crimes et Botanique et de Snatch. Les quatre films utilisent également la technique de la narration par une voix hors champ d'un des personnages clés. Il offre ainsi aux spectateurs une présentation thématique du film et permet de mieux comprendre les différents intrigues. Dans RocknRolla, le narrateur est Archy. Il présente à la fois le passé de certains des personnages et plus particulièrement celui du chef criminel Lenny Cole, mais aussi la toile de fond de l'intrigue.
Les quatre films livrent une narration complexe qui imbrique plusieurs groupes de personnages à un « MacGuffin » central. RocknRolla fait particulièrement écho à Racket (1980). Dans ce film, tout comme Lenny Cole, le personnage principal Harold Shand est un vieux chef de la pègre londonienne qui se voit obligé de négocier avec des riches entrepreneurs étrangers. Le film est également à rapprocher de son prédécesseur La Loi du milieu (1971) qui traite de la pègre londonienne.
Malgré la violence inhérente au sujet de la pègre, Ritchie choisit de ne montrer aucune mise à mort dans RocknRolla. Tout se passe hors-champ. L’entrelacement entre la scène du golf avec Lenny et celle de Johnny qui joue du piano en fumant représente la corrélation entre les chutes des deux personnages. Ils sont tombés dans le même piège : la quête du pouvoir. Il y a toujours un prix à payer. Selon Guy Ritchie, « tout ce qui monte doit descendre. Les cigarettes flattent l’égo cela donne l’illusion qu’on est plus que ce qu’on est en fumant. Lenny veut être plus ». Il paie comme les toxicomanes.

## Exploitation
RocknRolla sort en DVD et en Blu-ray en mai 2009,. Les deux éditions comprennent comme bonus le documentaire Le Londres de Guy Ritchie, le documentaire Potes, pigeons et pots-de-vin, une scène coupée montrant le personnage de One-Two qui s'entraine dans une salle de sport sur un tapis roulant avant le deuxième braquage, une bande-annonce, le commentaire audio du réalisateur Guy Ritchie et de l'acteur Mark Strong et une galerie de photos,.

## Postérité
À la fin du film, une phrase laisse penser à un second volet. Au printemps 2008, Ritchie indique en effet avoir écrit un script pour un deuxième film qu'il souhaite également réaliser. Il veut, en cas de succès du film, faire une trilogie RocknRolla,. En 2011, il affirme que Joel Silver est d'accord pour financer le deuxième volet mais qu'il est trop occupé par des films tels que Sherlock Holmes : Jeu d'ombres ou Agents très spéciaux : Code UNCLE. Le projet ne se concrétise finalement pas.